# De Longrée
De Longrée is een geslacht waarvan leden sinds 1817 tot de Belgische adel worden gerekend.

## Geschiedenis
De bewezen stamreeks begint met Gilles-Joseph Longrée (1707-1780) die op 3 mei 1707 te Fallais werd gedoopt, eerste vermelding van een telg uit dit geslacht. Zijn zoon Charles de Longrée (1737-1818) werd in 1783 door Karel Theodoor van Beieren, in zijn hoedanigheid van keurvorst van Beieren, verheven tot ridder van het Heilige Roomse Rijk, titel overgaande op al zijn mannelijke afstammingen; de rechtsgeldigheid van de door deze keurvorst verleende adelsbrieven wordt betwist. In het Verenigd Koninkrijk der Nederlanden werd voor hem in 1817 de titel van ridder erkend, blijkens de eerste adelslijst overgaande op alle mannelijke afstammelingen.
In 2009 waren er nog 17 mannelijke telgen in leven, de laatste geboren in 2006.

### Wapenbeschrijvingen
- 1783: In cuius argenteo scuto seu campo cum modum latinae literae 'X' formatum mensae fulcrum nigri coloris, in medio cum apertura quadrata tesselatum adparet, exsurgente ex tesserae superiori apice viridi arbore. Scuto ipsi corona comitis distincta unionibus imposita, et laciniarum loco binis leonibus subflari coloris cauda retro in altum iacta et lingua rubra exserta scutum utrimque tenentibus.
- 1817: Van zilver, beladen met een op een molenijzer van sabel staande willigen boom in deszelfs natuurlijke kleur. Het schild gedekt met de Nederlandsche ridderkroon, en ter wederzijden vastgehouden door een klimmenden leeuw in zijne natuurlijke kleur.

## Enkele telgen
Charles ridder de Longrée (1737-1818), advocaat, schepen van de soevereine rechtbank in Luik en raadsheer van de prins-bisschop van Luik; trouwde in 1776 met Marie-Jeanne de Bourguignon (1754-1790), dochter van François Guillaume de Bourguignon, burgemeester van Luik
- Jkvr. Marie-Agnès de Longrée (1781-1855); trouwde in 1803 met Arsène Fabri (1776-1851), burgemeester van Seny, lid van Provinciale Staten van Luik, lid van de Tweede Kamer
- Antoine ridder de Longrée (1782-1871), procureur-generaal in het groothertogdom Luxemburg
  - Auguste ridder de Longrée (1852-1928)
    - Raymond ridder de Longrée (1885-1966), advocaat-generaal bij het Hof van Beroep te Luik, dertien dagen na de moord op zijn vrouw teruggevonden in de Maas; trouwde in 1913 met Juliette barones Sloet van Oldruitenborgh (1884-1966), telg uit de Belgische tak van het geslacht Sloet en op 81-jarige leeftijd vermoord door haar echtgenoot door drie messteken[1]
    - Emmanuel ridder de Longrée (1892-1956), majoor der artillerie
      - Dominique ridder de Longrée (1927-2006)
        - Alain ridder de Longrée (1953), adjunct-commissaris van politie te Sint-Gillis en chef de famille
          - Michel ridder de Longrée (1982), vermoedelijke opvolger als chef de famille
- Nicolas ridder de Longrée (1784-1875), volksvertegenwoordiger
  - Charles ridder de Longrée (1834-1885), ontvanger der registraties
    - Eugène ridder de Longrée (1873-1948)
      - René ridder de Longrée (1892-1972), wisselagent te Brussel, in 1948 veroordeeld tot vijf jaar gevangenisstraf wegens oplichting met valse documenten

### Adellijke allianties
- De Theux de Meylandt (1831), De Wilde d'Estmael (1907), Sloet van Oldruitenborgh (1913), Del Marmol (1921 en 1979)